# Lynnville (Illinois)
Lynnville ist ein Village im Morgan County im Westen des US-amerikanischen Bundesstaates Illinois. Bei der Volkszählung im Jahre 2000 hatte Lynnville 137 Einwohner.

## Geografie
Lynnville liegt auf 39°41'11" nördlicher Breite und 90°20'47" westlicher Länge. Die Stadt erstreckt sich über 0,2 km², die ausschließlich aus Landfläche bestehen.
Lynnville liegt 26,5 km östlich des Illinois River.
Etwa ein Kilometer südlich von Lynnville verläuft in West-Ost-Richtung die Interstate 72, die die kürzeste Verbindung von Hannibal in Missouri (99 km in westlicher Richtung) in Illinois‘ Hauptstadt Springfield (75,8 km östlich) bildet. St. Louis in Missouri liegt 136 km im Süden, die Quad Cities liegen 239 km im Norden.

## Demografische Daten
Bei der Volkszählung im Jahre 2000 wurde eine Einwohnerzahl von 137 ermittelt. Diese verteilten sich auf 55 Haushalte in 38 Familien. Die Bevölkerungsdichte lag bei 668,9/km². Es gab 59 Wohngebäude, was einer Bebauungsdichte von 288,1/km² entsprach.
Die Bevölkerung bestand im Jahre 2000 aus 99,3 % Weißen (136 Personen) und 0,7 % Indianern (1 Person).
21,9 % waren unter 18 Jahren, 13,9 % zwischen 18 und 24, 26,3 % von 25 bis 44, 24,1 % von 45 bis 64 und 13,9 % 65 und älter. Das mittlere Alter lag bei 34 Jahren. Auf 100 Frauen kamen statistisch 107,6 Männer, bei den über 18-Jährigen 114,0.
Das mittlere Einkommen pro Haushalt betrug $ 38.000, das mittlere Familieneinkommen $ 40.313. Das mittlere Einkommen der Männer lag bei$ 19.375, das der Frauen bei $ 21.500. Das Pro-Kopf-Einkommen belief sich auf $ 14.919. Rund 1,4 % der Bevölkerung lagen mit ihrem Einkommen unter der Armutsgrenze.